# Argelita

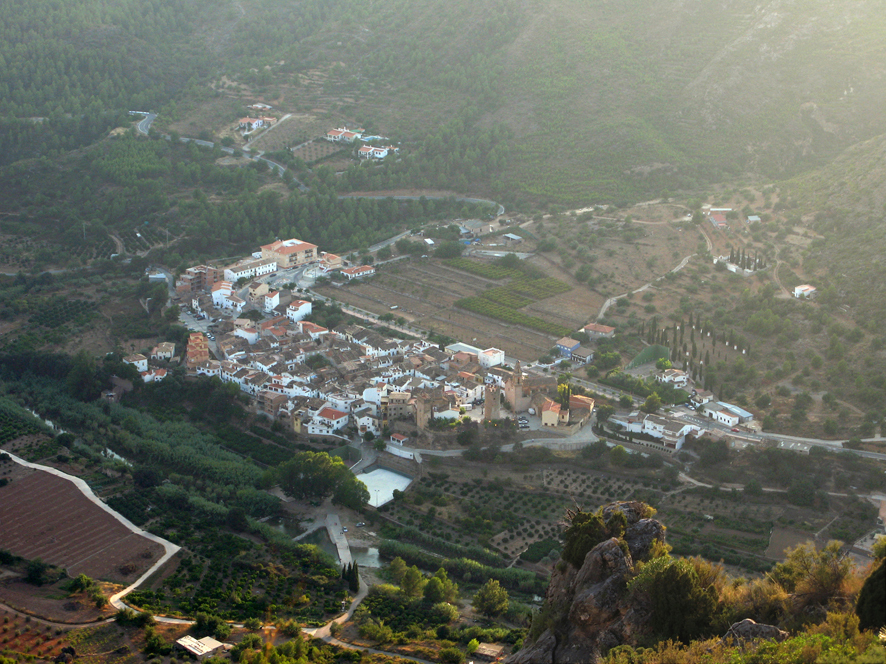
Vista de Argelita

Argelita là một đô thị trong tỉnh Castellón, Cộng đồng Valencia, Tây Ban Nha. Đô thị Argelita có diện tích 15,5 km², dân số theo điều tra năm 2010 của Viện thống kê quốc gia Tây Ban Nha là 106 người. Đô thị Argelita nằm ở khu vực có độ cao 311 mét trên mực nước biển.